# Спортивна гімнастика на літніх Олімпійських іграх 2012 — кінь (чоловіки)
Змагання у  вправах на коні у рамках турніру зі спортивної гімнастики на літніх Олімпійських іграх 2012 року відбулись 5 серпня 2012 року на Північній арені Гринвіча. 

## Медалісти
| Золото                    | Срібло                      | Бронза                        |
| Крістіан Беркі · Угорщина | Луїс Сміт · Велика Британія | Макс Вітлок · Велика Британія |

## Кваліфікація
| Місце | Гімнаст            | Країна          | Складність | Виконання | Штраф | Сума    | Підсумок |
| ----- | ------------------ | --------------- | ---------- | --------- | ----- | ------- | -------- |
| 1     | Луїс Сміт          | Велика Британія | 6.900      | 8.900     |       | 15.800  | Q        |
| 2     | Сіріл Томмасон     | Франція         | 6.500      | 8.833     |       | 15.333  | Q        |
| 3     | Від Хідвегі        | Угорщина        | 6.300      | 8.800     |       | 15.100  | Q        |
| 4     | Альберто Буснарі   | Італія          | 6.600      | 8.458     |       | 15.058  | Q        |
| 5     | Крістіан Беркі     | Угорщина        | 6.400      | 8.633     |       | 15.033  | Q        |
| 6     | Віталій Наконечний | Україна         | 6.300      | 8.633     |       | 14.933  | Q        |
| 7     | Давид Белявський   | Росія           | 6.300      | 8.600     |       | 14.900  | Q        |
| 8     | Макс Вітлок        | Велика Британія | 6.400      | 8.500     |       | 14.900  | Q        |
| 9     | Микола Куксенков   | Україна         | 6.500      | 8.400     |       | 14.900* | R        |
| 10    | Данелл Лейва       | США             | 6.100      | 8.766     |       | 14.866  | R        |
| 11    | Себастьян Кріммер  | Німеччина       | 6.200      | 8.633     |       | 14.833  | R        |

Q — кваліфікувався, R — запасний.
- Якщо у гімнастів однакова сума балів, то пріоритет у гімнаста з вищою оцінкою за виконання.

## Фінал
| Місце | Гімнаст            | Країна          | Складність | Виконання | Штраф | Сума    |
| ----- | ------------------ | --------------- | ---------- | --------- | ----- | ------- |
|       | Крістіан Беркі     | Угорщина        | 6.900      | 9.166     |       | 16.066  |
|       | Луїс Сміт          | Велика Британія | 7.000      | 9.066     |       | 16.066* |
|       | Макс Вітлок        | Велика Британія | 6.600      | 9.000     |       | 15.600  |
| 4     | Альберто Буснарі   | Італія          | 6.600      | 8.800     |       | 15.400  |
| 5     | Сіріл Томмасон     | Франція         | 6.500      | 8.641     |       | 15.141  |
| 6     | Віталій Наконечний | Україна         | 6.300      | 8.466     |       | 14.766  |
| 7     | Давид Белявський   | Росія           | 6.300      | 8.433     |       | 14.733  |
| 8     | Від Хідвегі        | Угорщина        | 6.300      | 8.000     |       | 14.300  |

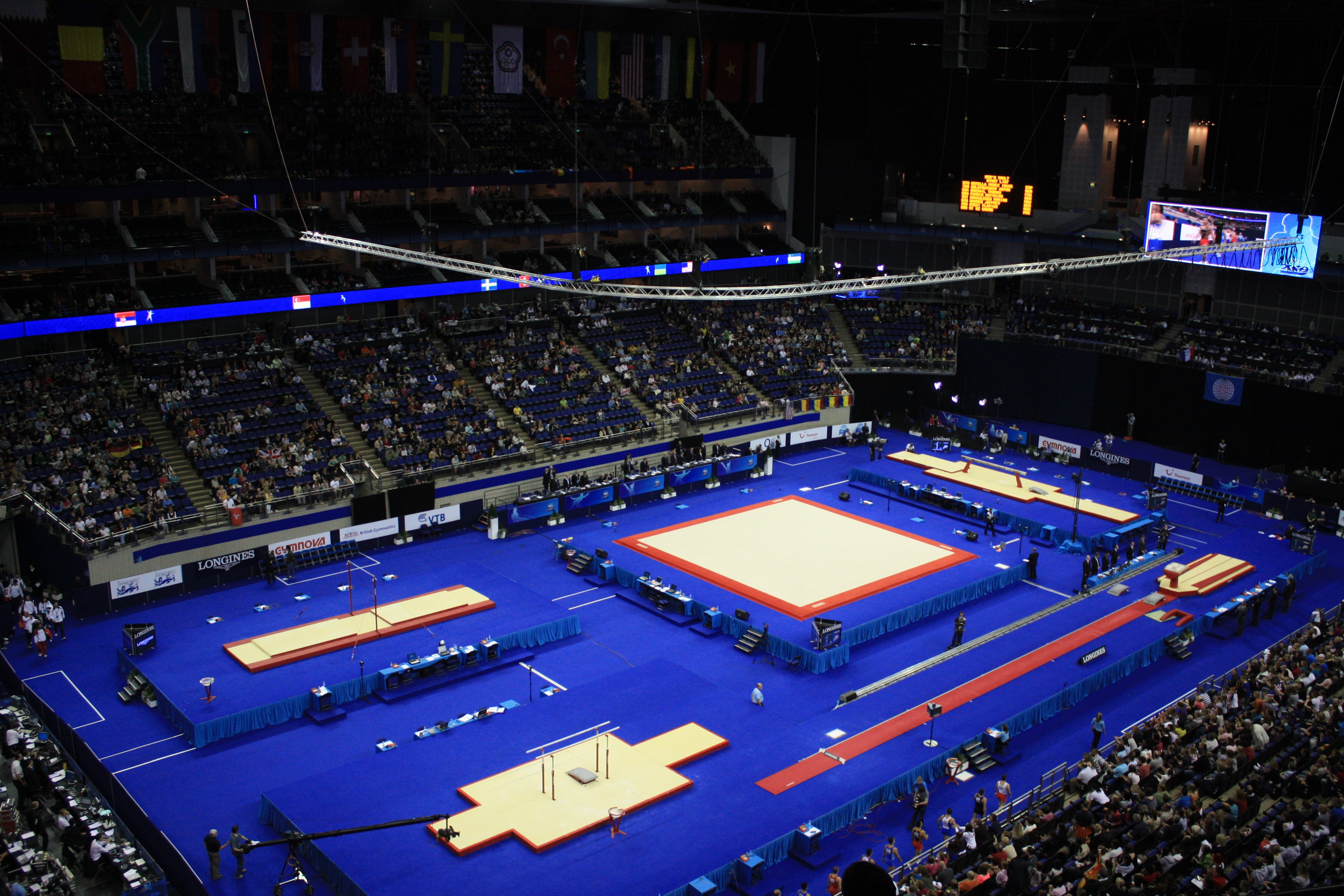
Північна арена Гринвіча

- Якщо у гімнастів однакова сума балів, то пріоритет у гімнаста з вищою оцінкою за виконання.